# Eugène Lefebvre (homme politique)
Pour les articles homonymes, voir Lefebvre et Eugène Lefebvre.
Eugène Lefebvre, né le 9 novembre 1868 à El Biar (Algérie française) et mort le 2 juillet 1921 à Paris , est un homme politique français.

## Mandats
- Député (1919-1921)